# 湖南省人民政府研究室
湖南省人民政府研究室是湖南省人民政府承担综合性政策研究和决策咨询任务的正厅级办事机构，由省人民政府办公厅管理。

## 机构设置

### 内设机构
- 综合处
- 调研处
- 信息处
- 院士专家咨询工作联络处[1]